# کمیک سنس
کُمیک سنس ام‌اس (انگلیسی: Comic Sans MS) یک نوع اسکریپت تایپ‌فیس معمولی سنس-سریف است که توسط وینسنت کانر طراحی و در سال ۱۹۹۴ توسط شرکت مایکروسافت منتشر شد. این یک اسکریپت غیر اتصال دهنده است که از حروف کتاب کمیک الهام گرفته شده و برای استفاده در اسناد غیررسمی و مواد کودکان استفاده شده‌است.
نوع متن از زمان معرفی ویندوز ۹۵ با مایکروسافت ویندوز عرضه شده‌است، ابتدا به عنوان یک فونت تکمیلی در ویندوز پلاس پک و بعداً در مایکروسافت کمیک چت. مایکروسافت در توصیف آن توضیح داده‌است که «این فیس معمولی اما خوانا در میان طیف گسترده‌ای از مردم محبوبیت زیادی پیدا کرده‌است.»